# Shijak
Shijak es un municipio y villa en el condado de Durrës, en el centro-oeste de Albania. El municipio se formó en la reforma territorial de 2015 mediante la fusión de los antiguos municipios de Gjepalaj, Maminas, Shijak y Xhafzotaj, que pasaron a ser unidades administrativas. El ayuntamiento tiene su casa consistorial en la villa de Shijak. La población total del municipio es de 34 513 habitantes (censo de 2011), en un área total de 92.19 km². La población de Shijak en sus límites de 2011 era de 7568 habitantes.